# Флорінел Міря
Флорінел Крісті Міря (рум. Florinel Cristi Mirea; нар. 13 липня 1974, Крайова, Румунія) — румунський футболіст, захисник.

## Життєпис
Розпочинав кар'єру в клубі «Електропутере» з Крайови. Надалі грав у «Мінеруле», після чого повернувся в «Електропутере», який виступав під назвою «Екстенсів». У 2000 році перебував на контракті в столичному «Зімбру». 13 липня 2001 роки перебрався до російської «Аланії». 29 липня того ж року в домашньому матчі 19-го туру чемпіонату Росії проти нижньогородського «Локомотива» дебютував за команду, відіграв 1-й тайм і був замінений Аланом Кусовим. У 2002 році перейшов до крайовської «Університаті». 
Влітку 2003 року перейшов до «Сталі», у футболці якої дебютував 8 серпня того ж року в переможному (3:0) домашньому поєдинку 4-о туру Першої ліги проти ужгородського «Закарпаття». Флорінел вийшов на поле на 59-й хвилині, замінивши Олексія Моргунова. Дебютним голом у футболці алчевського колективу відзначився 27 жовтня 2014 року на 45+1-й хвилині переможного (2:1) домашнього поєдинку 11-о туру Першої ліги проти вінницької «Ниви». Міря вийшов на поле в стартовому складі та відіграв увесь матч. Єдиний матч у Прем'єр-лізі провів 12 березня 2006 року (переможний для алчевців, 1:0) в рамках 21-о туру проти ФК «Харків». Флорінел вийшов на поле в стартовому складі, а на 29-й хвилині його замінив Олександр Стасовський. Влітку 2006-о залишив Алчевськ і незабаром завершив професіональну кар'єру. За період свого перебування у «Сталі» зіграв 54 матчі (2 голи) у чемпіонатах України та 7 поєдинків у кубку України.

## Досягнення
«Сталь» (Алчевськ)
- Перша ліга чемпіонату України
  -  Чемпіон (1): 2004/05